# Movistar Open 2008
Movistar Open 2008 — тенісний турнір, що проходив на ґрунтових кортах у місті Вінья-дель-Мар, Чилі з 28 січня . Належав до категорії International Series, був турніром серії Chile Open 2008 року.

## Фінальна частина

### Одиночний розряд
Фернандо Гонсалес —  Хуан Монако Walkover

### Парний розряд
Хосе Акасусо /  Себастьян Прієто —  Максімо Гонсалес /  Хуан Монако 6–1, 3–0, retired